# Movilización estudiantil en Chile de 2005
La movilización estudiantil de 2005 corresponde a las primeras manifestaciones de prolongada duración y extendida participación realizadas por estudiantes chilenos tras el retorno a la democracia. Este ocurrió durante el gobierno del entonces presidente Ricardo Lagos. Estas movilizaciones conllevaron al paro de actividades y toma de recintos educacionales por parte de sus propios estudiantes, iniciaron con estudiantes y Federaciones de estudiantes de universidades estatales, para posteriormente incorporar a estudiantes de secundaria y sus respectivas organizaciones. El propósito de estas movilizaciones fue rechazar la ley que crea el Crédito con Aval del Estado que fue rápidamente despachada los días 3 y 4 de mayo en el Congreso Nacional de Chile, lo que motivó a los estudiantes a protestar en favor de la última instancia, solicitar el veto presidencial. La ley del CAE tuvo como objetivo complementar el préstamo estatal para el financiamiento de estudios universitarios con la institucionalización de créditos privados con Garantía del Estado o Aval del Estado (CAE). 

## Estudiantes por Chile
Tras adherir a la movilización nacional en sus asambleas estudiantiles, estudiantes de diseño, geografía y arquitectura de la Facultad de Arquitectura y Urbanismo de la Universidad de Chile, se congregaron a realizar trabajos voluntarios en torno a apoyar la movilización desde sus áreas de competencia. Fue así como crearon la imagen de los Estudiantes por Chile, la cual no representaba ninguna agrupación o afinidad política, sino la intención de unificar a los estudiantes chilenos que reclaman en forma de protesta pacífica derechos de educación al margen de cualquier afinidad política o militancia. La creación de dicha imagen acompañó la producción de carteles políticos que continuó con los años influyendo en próximas generaciones y futuros artistas gráficos cuyo trabajo ha acompañado la historia de las movilizaciones en Chile.

## Desarrollo
Estas movilizaciones comenzaron los primeros días de mayo y se extendieron hasta el 13 de junio tras empezar a entrar en vigencia el nuevo sistema de financiamiento privado de la educación superior chilena y una salida política con mediación de partidos políticos existentes y del ministro de ese entonces, Sergio Bitar. En los próximos días la toma de la Casa Central de la Universidad de Chile sería depuesta, habiéndose televizado la salida de la Universidad de Chile a Felipe Melo, entonces presidente de la Federación de Estudiantes de la Universidad de Chile declarando la resolución de la asamblea plenaria, ante las críticas de su sector de haber acordado a espaldas del resto de estudiantes. 